# Anna Maria Jopek

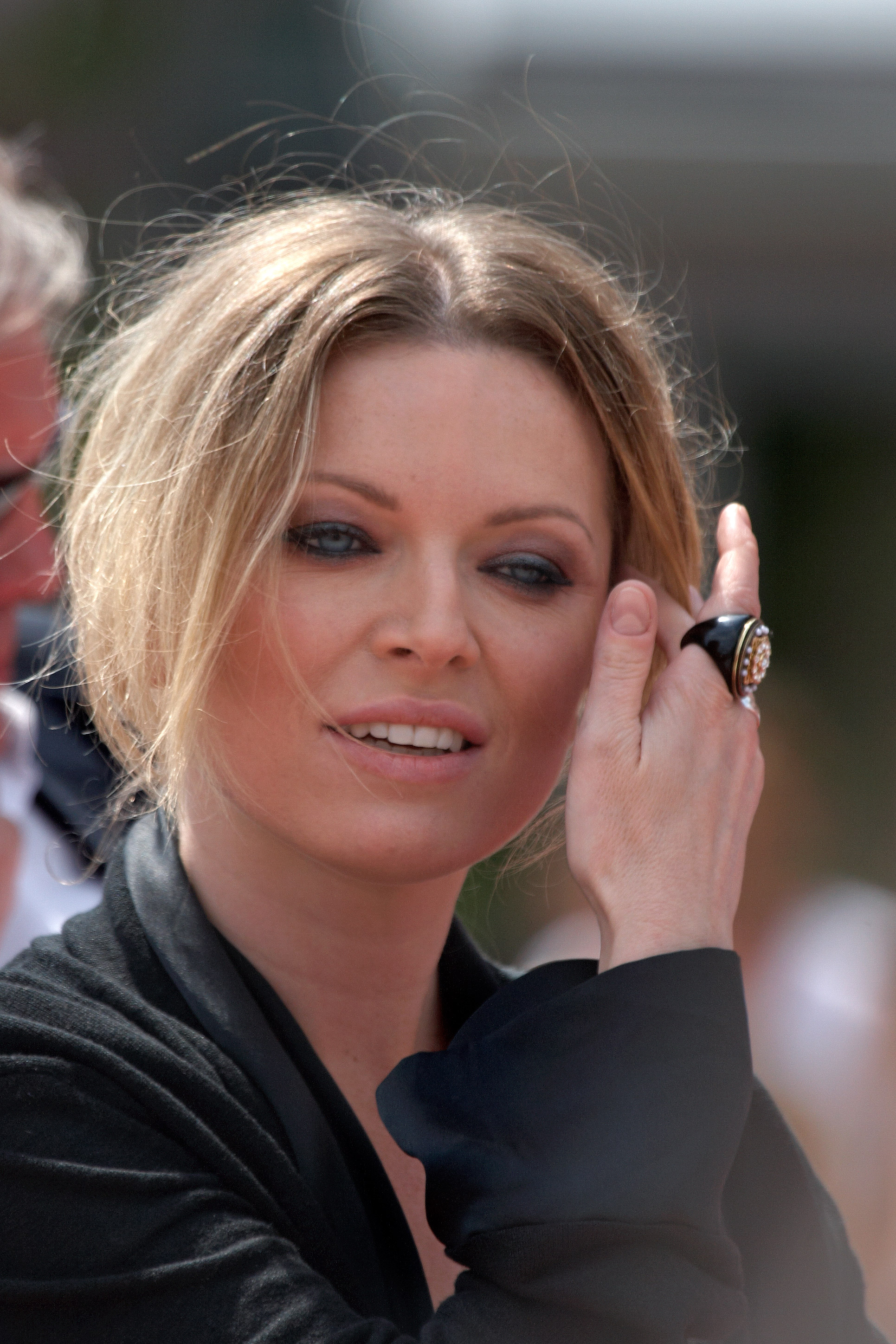
Anna Maria Jopek in Danzig (2008)

Anna Maria Jopek (* 14. Dezember 1970 in Warschau) ist eine polnische Sängerin. Sie vertrat Polen beim Eurovision Song Contest 1997 in Dublin.

## Leben und Karriere
Ihre Eltern waren in der polnischen Gruppe Mazowsze aktiv. Die Mutter Maria Stankiewicz war Tänzerin und der Vater Stanisław Jopek ein bekannter polnischer Sänger.
1989 begann sie an der Manhattan School of Music in New York ein Jazz-Studium. 1994 schloss sie ihr Studium des klassischen Klaviers an der Fryderyk-Chopin-Musikakademie Warschau ab. Ihren ersten Plattenvertrag unterzeichnete sie drei Jahre später bei Polygram und nahm ihr erstes Album auf: Ale Jestem (dt. „Aber ich bin“). Im gleichen Jahr vertrat sie Polen beim Eurovision Song Contest 1997 in Dublin. 1998 erhielt sie für Ale Jestem eine Goldene Schallplatte. Für ihr nächstes Album Szeptem (dt. „Flüsternd“) erhielt sie im selben Jahr Platin und 2001 Doppelplatin. Am 31. Januar 1998 heiratete sie den Rundfunkmoderator Marcin Kydryński.
Im April desselben Jahres wurde ihr mit dem „Fryderyk“ einer der wichtigsten polnischen Musikpreise verliehen. Einen Monat später bekam sie einen Sohn. Ein Jahr später kam ihr zweiter Sohn zur Welt. 2000 unternahm sie eine Konzertreise nach Israel; in Katowice/Polen bildete sie mit ihrer Band die Vorgruppe von Sting.
Der internationale Durchbruch gelang ihr 2002 mit dem Album Upojenie, das sie mit dem US-amerikanischen Jazz-Gitarristen Pat Metheny aufnahm, der auch mehrere Songs für sie komponierte. Sie singt darauf teilweise polnisch, teilweise englisch. Im selben Jahr tourte sie mit ihrer Band in Deutschland und Österreich. Im September 2004 spielten sie in Kassel, Osnabrück, Frankreich und den USA. Im Oktober 2004 arbeitete sie mit dem deutschen Gitarristen Robert Wolf zusammen. 2005 erschien ihr Album Secret, das ausschließlich englischsprachige Songs enthält. Sie singt auf dieser CD unter anderem eigene Lieder und Coverversionen. Im Herbst und Winter 2005 war sie erneut auf Deutschlandtournee. 2011 erschienen mit Polanna, Haiku und Sobremesa gleichzeitig drei Alben unterschiedlicher Ausrichtung.

## Diskografie (Auswahl)
- 1997: Ale jestem („Aber ich bin“) (PL: Gold)
- 1998: Szeptem („Flüsternd“) (PL: ×2Doppelplatin )
- 1999: Jasnosłyszenie („Hellhören“) (PL: Gold)
- 1999: Dzisiaj z Betleyem („Heute mit Betley“ – Wortspiel in Anspielung auf das polnische Weihnachtslied „Heute in Bethlehem“. Betley ist hier der Name des Produzenten und Musikers Pawel Betley)
- 2000: Bosa („Barfuß“) (PL: Gold)
- 2002: Barefoot (internationale Version von Bosa)
- 2002: Nienasycenie („Unersättlichkeit“) (PL: Gold)
- 2002: Upojenie (mit Pat Metheny) („Taumel, Rausch“) (PL: Platin)
- 2003: Farat (nach dem Studio „Farat“ in Warschau benannt), (PL: Gold+Platin (Videoalbum))
- 2003: z pamięci ("Aus dem Gedächtnis")
- 2005: Secret („Geheimnis“)
- 2005: Niebo („Himmel“)
- 2006: Box Anna Maria Jopek (PL: Gold)
- 2007: ID (PL: Platin)
- 2008: Jo & Co (PL: Gold)
- 2011: Polanna (PL: Gold)
- 2011: Haiku (PL: Platin)
- 2011: Sobremesa (PL: Platin)
- 2017: Minione (mit Gonzalo Rubalcaba, PL: ×2Doppelplatin )
- 2018: Ulotne (PL: Platin)